# Framont
Framont település Franciaországban, Haute-Saône megyében. Lakosainak száma 181 fő (2022. január 1.). Framont Courtesoult-et-Gatey, Écuelle, Achey, Champlitte, Montot és Oyrières községekkel határos.

## Népesség
A település népességének változása:
| Lakosok száma | 183  | 174  | 177  | 176  | 177  | 178  | 181  | 180  | 181  |
|               | 2013 | 2015 | 2016 | 2017 | 2018 | 2019 | 2020 | 2021 | 2022 |